# Meralgia parestésica
La meralgia parestésica consiste en una sensación de adormecimiento, parestesias y dolor en el área de distribución del nervio femorocutáneo lateral. En general, hay hiperestesia o disestesia en el área correspondiente, y a veces zonas de anestesia. No existen trastornos motores, ni alteraciones de los reflejos osteotendinosos. Los síntomas pueden empeorar si el paciente se mantiene de pie o camina durante periodos prolongados, aunque, en ocasiones, cuando es obeso, la posición de sentado es la que mayor dolor ocasiona. Los factores que contribuyen a este cuadro son el embarazo, la obesidad y la diabetes mellitus. Excepcionalmente la meralgia puede ser bilateral.

## Lesión del femorocutáneo
La meralgia parestésica es una disfunción del nervio femorocutáneo, que nace de las raíces L2 y L3, también llamado nervio cutáneo femoral lateral. El nervio sigue un trayecto oblicuo hacia la espina ilíaca anterosuperior y luego pasa en la profundidad del ligamento inguinal hacia el muslo, incidiéndose en los ramos anterior y posterior. Los ramos anteriores emergen a la superficie en un punto situado aproximadamente 10 cm distal al ligamento inguinal e inervan la piel de las porciones lateral y anterior del muslo. El ramo posterior se dirige hacia atrás, a través de las caras lateral y posterior del muslo, para inervar la piel desde el plano del trocánter mayor hasta el centro de la zona justo proximal a la rodilla.
Está sujeto a atrapamiento, sobre todo cuando atraviesa el "ligamento inguinal" a nivel de su origen en la espina ilíaca anterior. Además, puede ser lesionado por traumatismos cerrados o heridas penetrantes del muslo. Como consecuencia, se desarrolla una neuralgia del femorocutáneo o "meralgia parestésica".

## Signos y síntomas
- Dolor en la cara externa del muslo, ocasionalmente se extiende hasta el lado exterior de la rodilla, suele ser constante.
- Una ardiente sensación, hormigueo o entumecimiento en la misma zona.
- Dolor como Picaduras de abeja múltiples en la zona afectada.
- Ocasionalmente, dolor en la zona de la ingle o dolor en las nalgas.
- Generalmente más sensible a presión ligera que a presión fuerte.
- Hipersensibilidad al calor (el agua tibia de la ducha se siente como si quemara la zona).

## Tratamiento
El tratamiento varía. En la mayoría de los casos, el mejor tratamiento es eliminar la causa de la compresión modificando el comportamiento del paciente, en combinación con un tratamiento iimédico para aliviar la inflamación y el dolor. Cualquiera que sea la causa, el tratamiento típico lleva varias semanas o meses, dependiendo del grado de daño a los nervios. Las opciones de tratamiento típicas incluyen: 
- Tratamiento de tejidos blandos con técnica de liberación activa (Active Release Technique, ART en inglés).
- Usar ropas sueltas y tirantes en lugar de cinturones.
- Pérdida de peso si la obesidad está presente.
- Medicamentos antiinflamatorios no esteroideos (AINE) para reducir el dolor inflamatorio si el nivel de dolor limita el movimiento y evita el sueño.
- Reducir la actividad física en relación con el nivel de dolor. El dolor agudo puede requerir reposo absoluto.
- Masaje de tejido profundo para reducir la tensión en los músculos de los glúteos, más comúnmente el glúteo mayor. El tensor de la fascia lata también puede estar implicado.

El nervio cutáneo lateral del muslo puede ocasionalmente dañarse durante la reparación laparoscópica de la hernia , o la cicatrización de la operación puede provocar meralgia paraestética.
Para niveles de dolor más bajos, el tratamiento puede implicar tener al paciente: 
- Busque la terapia física adecuada, como estiramiento y masaje, que desempeña un papel importante en el tratamiento del dolor.
- Aprenda a realizar el estiramiento del ligamento inguinal (de un fisioterapeuta) que puede aliviar rápidamente los síntomas.
- Use períodos de descanso para interrumpir largos períodos de estar de pie, caminar, andar en bicicleta u otra actividad agravante.
- Pierda peso y haga ejercicio para fortalecer los músculos abdominales.
- Use ropa suelta en el área frontal superior de la cadera.
- Aplicar calor, hielo o estimulación eléctrica.
- Tome medicamentos antiinflamatorios no esteroideos durante 7-10 días.
- Eliminar el vello en el área afectada (afeitado).
- Parches de lidocaína (debe afeitar el área primero).
- Parches de dióxido de titanio para interferir con el efecto electrostático de los nervios en la superficie de la piel.

El dolor puede llevar un tiempo considerable (semanas) en detenerse y, en algunos casos, el entumecimiento persiste a pesar del tratamiento. En casos severos, el médico puede realizar un bloqueo nervioso local en el ligamento inguinal, usando una combinación de anestésico local (lidocaína) y corticosteroides para proporcionar alivio que puede durar varias semanas. O puede intentarse con fármacos modificadores del dolor para el dolor neurálgico (como amitriptilina, carbamazepina o gabapentina), pero a menudo no son tan útiles en la mayoría de los pacientes.  
Los casos persistentes y severos pueden requerir cirugía para descomprimir el nervio o, como último recurso, para resecarlo. El último tratamiento deja entumecimiento permanente en el área.